# دومينغو أسيفيدو
دومينغو أسيفيدو هو لاعب محترف لكرة القاعدة ‏ دومينيكاني، ولد في 6 مارس 1994 في Villa Los Almácigos ‏ في جمهورية الدومينيكان.

## وصلات خارجية
- دومينغو أسيفيدو على موقع دوري كرة القاعدة الرئيسي (الإنجليزية)
- دومينغو أسيفيدو على موقعبيزبول رفرنس.كوم (الدوري الثانوي) (الإنجليزية)
- دومينغو أسيفيدو على موقع إي إس بي إن.كوم (أم.أل.بي) (الإنجليزية)